# Карабацек, Йозеф
Йозеф фон Карабацек (или Карабачек; нем. Joseph von Karabacek; 20 сентября 1845, Грац — 9 октября 1918, Вена) — австрийский историк-востоковед.

## Биография
Йозеф фон Карабацек — сын военного чиновника. Учился в гимназиях Лемберга, Тимишоары и Вены. В 1863 году получил аттестат зрелости, поступил на юридический факультет Венского университета, затем в 1866 году перевёлся на отделение востоковедения. Защитил докторскую диссертацию в 1868 году.
С 1869 года являлся профессором истории Востока в Венского университета. Крупная заслуга Карабацека заключается в приведении в порядок, издании и историческом анализе папирусов, приобретённых в 1882 году эрцгерцогом Райнером Фердинандом Австрийским. Карабацек также является одним из основателей Венского общества нумизматов.

## Труды
- Der Papyrusfund von El Faijûm. — Berlin, 1882,
- Ergebnisse aus dem Papyrus Erzherzog Rainer. — Berlin, 1889,
- статьи в Oesterr. Monatsschrift für den Orient (1884—1885) и в особенности издаваемые им с 1887 Mitteilungen aus der Sammlung der Papyrus Erzherzog Rainer. Общее описание папирусов даёт его Katalog der Theodor Graf’schen Funde in Aegypten (Berlin, 1883).
- Beiträge zur Geschichte der Mazjaditen. — Leipzig, 1874.
- Die pers. Nadelmalerei Susandschird. — Leipzig, 1888.